# Conomelus serrifer
Conomelus serrifer är en insektsart som beskrevs av Adolf Remane 1980. Conomelus serrifer ingår i släktet Conomelus och familjen sporrstritar. Inga underarter finns listade i Catalogue of Life.